# Temur Czogadze
Temur Czogadze, gruz. თემურ ჩოგაძე (ur. 5 maja 1998 w Batumi, Gruzja) – gruziński piłkarz, grający na pozycji pomocnika.

## Kariera piłkarska

### Kariera klubowa
Wychowanek Akademii Piłkarskiej Saburtalo Tbilisi, w barwach którego w 2015 rozpoczął karierę piłkarską. 10 lipca 2017 przeszedł do Dinama Batumi. 31 stycznia 2018 zasilił skład SK Rustawi. 5 lipca 2019 został wypożyczony do końca roku do Torpeda Kutaisi. 16 stycznia 2020 podpisał kontrakt z Olimpikiem Donieck.

### Kariera reprezentacyjna
W marcu 2019 debiutował w młodzieżowej reprezentacji Gruzji. Wcześniej występował w juniorskich reprezentacjach Gruzji.